# Ukrainische Sozialistische Sowjetrepublik
Die Ukrainische Sozialistische Sowjetrepublik (Abkürzung USSR oder UkrSSR, ukrainisch Українська Радянська Соціалістична Республіка, УРСР; russisch Украинская Советская Социалистическая Республика, УССР; bis 1936/37 Українська Радянська Соціалістична Республіка, УРСР) wurde am 6. Januar 1919 ausgerufen und war seit der Gründung der Union der Sozialistischen Sowjetrepubliken (UdSSR) 1922 bis zu deren Zerfall Ende 1991 eine ihrer Unionsrepubliken.

## Geschichte

### Im Kampf für die Ukraine 1917–1922
Die ukrainische Geschichte von 1917 bis 1922 ist in der Ukraine als die erste Periode des Befreiungskampfes bekannt. Nach der Russischen Februarrevolution 1917, am 17. März 1917, wurde in der Ukraine der Zentralrat gegründet.
Am 7. Novemberjul. / 20. November 1917greg. verkündete der Zentralrat mit dem Dritten Universal die Gründung des ukrainischen Staates – der Ukrainischen Volksrepublik in einem föderativen Bund mit Russland.
Am 4. Dezemberjul. / 17. Dezember 1917greg. sandte der Rat der Volkskommissare der Russischen Föderativen Sozialistischen Republik (Раднарком РРФСР) dem Ukrainischen Zentralrat ein Ultimatum, das von W. Lenin und L. Trotzki unterzeichnet war. Es wurde behauptet, dass der Zentralrat eine mehrdeutige bürgerliche Politik verfolge, die sich in der Ablehnung der Räte und der sowjetischen Macht in der Ukraine zeige. Als Abschluss wurde eine klare Drohung ausgesprochen: Sollte keine zufriedenstellende Antwort innerhalb von 48 Stunden eingehen, würde der Rat der Volkskommissare den Zentralrat als im offenen Kriegszustand gegen die Sowjets in Russland und der Ukraine betrachten.
Im Dezember 1917 wurde unter Führung der Bolschewiki ein Zentrales Exekutivkomitee der Sowjetukraine in Charkiw gegründet, das eine stärkere Anbindung der Ukraine an Sowjetrussland anstrebte. Am 17. Dezemberjul. / 30. Dezember 1917greg. proklamierte dieses die Ukrainische Volksrepublik der Sowjets (auch Ukrainische Sowjetische Volksrepublik oder Sowjetische Ukrainische Volksrepublik) als autonome Republik innerhalb Sowjetrusslands. Sie umfasste kleine Teile der östlichen Ukraine um Charkiw.
Am 9. Januarjul. / 22. Januar 1918greg.  wurde durch den Vierten Universal des Ukrainischen Zentralrats die Unabhängigkeit der Ukrainischen Volksrepublik verkündet.
Am 27. Januarjul. / 9. Februar 1918greg. wurde in Brest ein Friedensvertrag zur Beendigung des Ersten Weltkriegs zwischen der Ukrainischen Volksrepublik und den Drittmächten unterzeichnet (auch bekannt als Brotfrieden).
Im März erklärte sich die bolschewistische Ukrainische Sowjetrepublik zu einem unabhängigen Staat. Zudem gab es zu der gleichen Zeit auch die Sowjetrepublik Donezk-Kriwoi Rog, die Sowjetrepublik Odessa und die Sozialistische Sowjetrepublik Taurida (auf der Krim).
Am 29. April 1918 wurde nach einem Putsch der Ukrainische Staat (Hetmanat Ukraine) in Kiew mit Unterstützung der deutschen und österreichischen Besatzungsmächte gebildet. Danach folgte der Einmarsch deutscher und österreichischer Truppen.
Am 14. Dezember 1918 wurde das Hetmanat Ukraine gestürzt, und ein Gremium (Direktorium der Ukrainischen Volksrepublik) unter Führung von Symon Petljura übernahm die Macht.

Am 22. Januar 1919 wurde die Vereinigung der Ukrainischen Volksrepublik mit der Westukrainischen Volksrepublik in Kiew verkündet.

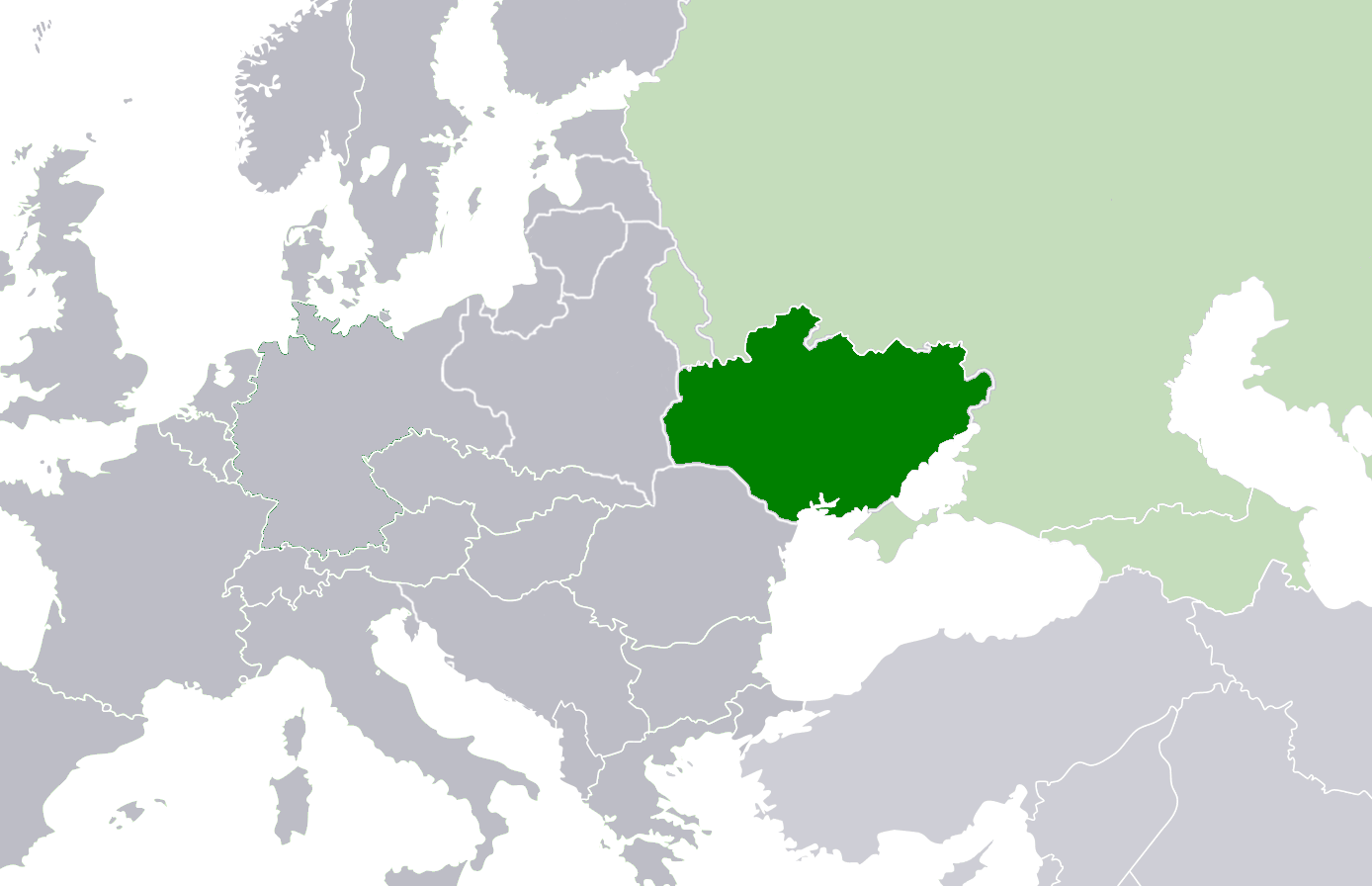
Die USSR in Europa 1922

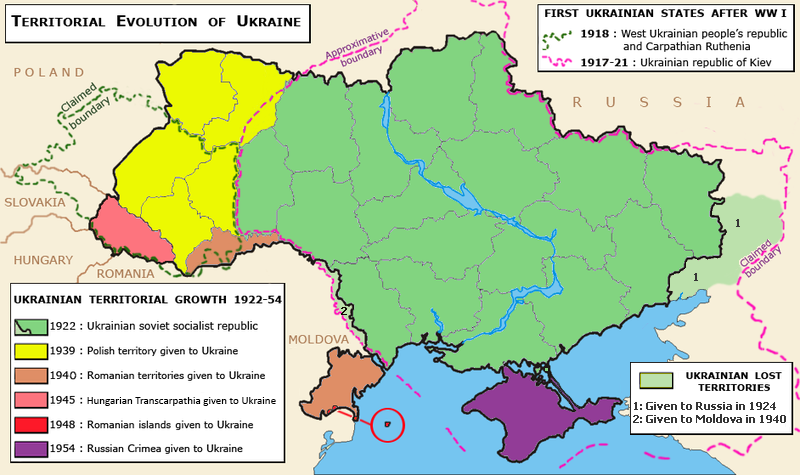
Die territoriale Entwicklung der Ukrainischen Sowjetrepublik

Während des Russischen Bürgerkriegs eroberten bolschewistische Truppen Kiew mehrmals. Im Januar 1919 riefen Bolschewiki die Ukrainische Sozialistische Sowjetrepublik aus. Im März verabschiedete das Allukrainische Zentrale Exekutivkomitee die erste Verfassung. Der Bürgerkrieg endete im November 1920, als die Rote Armee die Weiße Armee auf der Krim besiegte (Hauptartikel hier).
Am 30. Dezember 1922 wurde sie Teil der Sowjetunion. Das Gebiet der von 1918 bis 1919 bestehenden Westukrainischen Volksrepublik war schon 1921 mit dem Friedensvertrag von Riga an Polen, Rumänien und die Tschechoslowakei gekommen.
Nach der militärischen Niederlage im November 1921 (bekannt als zweite Winteroffensive) ging die Regierung der Ukrainischen Volksrepublik ins Exil.

### Sowjetische Ukraine während „Korenisazija“
Die Korenisierung (rus. Коренизация) beschreibt die Politik der Bolschewiki in den ersten Jahren der Existenz der Sowjetunion, die darauf abzielte, offene Unterstützung für nationale Minderheiten zu gewähren, um sie in die Sowjetunion zu integrieren und den Aufbau des kommunistischen Apparats zu fördern. Gleichzeitig wurde die Neue Ökonomische Politik (NEP) verkündet. Darüber hinaus waren die ersten Jahre nach der Gründung der Sowjetunion, 1921–1923, durch eine erste Hungersnot gekennzeichnet, während der die Sowjetunion internationale Hilfe erhielt (siehe American Relief Administration).
Im Jahr 1928 ging die relativ liberale Neue Ökonomische Politik zu Ende. Die Sowjetunion kündigte den ersten Fünfjahresplan an. Der Gerichtsprozess gegen die Union für die Befreiung der Ukraine im Jahr 1930 gilt als eines der Ereignisse, die das Ende der Korenisierungspolitik in der Ukrainischen SSR bestätigte.

### Der erste Fünfjahresplan (1928–1933) und Holodomor
Seit den 1930er-Jahren war die Ukraine wie alle Teile der UdSSR dem stalinistischen Terror ausgesetzt. In der großen Hungersnot von 1932/1933, dem Holodomor, verhungerten etwa 3,5 bis 3,9 Millionen Menschen in der Ukraine, wobei die Opferzahlen je nach Schätzung insbesondere nach oben stark abweichen können.
Zwischen 1927 und 1932 wurde am Dnipro der Bau von DneproНES durchgeführt, das eine Zeit lang das größte Wasserkraftwerk Europas war, das dann im Jahr 1941 beim Rückzug der deutschen Soldaten gesprengt wurde.
Aus ukrainischer Sicht wichtig waren der im Juli 1932 zwischen Polen und der Sowjetunion unterzeichnete Nichtangriffspakt und die Anerkennung der Sowjetunion durch die USA im November 1933, trotz der Proteste der amerikanischen Ukrainer.

### Der zweite Fünfjahresplan (1933–1937) und der Beginn des Großen Terrors
Am 22. Januar 1934 wurde die Hauptstadt der Sowjetukraine offiziell von Charkiw nach Kiew verlegt.
Im September 1934 wurde die UdSSR Mitglied des Völkerbundes, während die Proteste der Ukrainer ignoriert wurden.
Während der Zeitperiode zwischen den 1930er- und 1940er-Jahren erreichte das Gulag-Netzwerk seinen Höhepunkt. Millionen von Menschen wurden aufgrund politischer Gründe, religiöser Überzeugungen, wirtschaftlicher Vergehen oder als regimefeindlich betrachteter Aktivitäten inhaftiert. Die Periode ab 1937 wurde als Großer Terror bekannt.

### Der dritte Fünfjahresplan (1938–1941) und der Beginn des Zweiten Weltkriegs
1939 wurde die polnische Westukraine entsprechend dem geheimen Zusatzprotokoll zum deutsch-sowjetischen Nichtangriffspakt durch die UdSSR annektiert und in die Ukrainische SSR eingegliedert (siehe sowjetische Besetzung Ostpolens). Das neue Territorium wurde auf die Oblaste Lwiw, Drohobytsch (1959 in der Oblast Lwiw aufgegangen), Ternopil, Wolyn und Stanislawiw (heute Oblast Iwano-Frankiwsk) aufgeteilt.
1940 musste Rumänien Bessarabien, das Hertza-Gebiet und den nördlichen Teil der Bukowina an die Sowjetunion abtreten. Davon wurde die Nordbukowina, das Hertza-Gebiet, der extreme Norden Bessarabiens (um die Stadt Khotin), sowie der Süden Bessarabiens (Budschak) an die Ukrainische Sowjetrepublik angegliedert. Diese wiederum verzichtete zugunsten der neu gegründeten Moldauischen Sozialistischen Sowjetrepublik auf Transnistrien, das bis dahin ein Teil der Moldauischen Autonomen Sozialistischen Sowjetrepublik war, die daraufhin aufgelöst wurde. Während aus der Nordbukowina, dem Hertza-Gebiet und der Gegend um Khotin die neu gegründete Oblast Tschernowitz zusammengesetzt wurde, entstand auf dem Gebiet des Budschak die Oblast Ismajil.

### Deutsche Besatzung
Während der deutschen Besatzungszeit (1941–1943/44) war das Land als Reichskommissariat Ukraine einer brutalen nationalsozialistischen Unterdrückungspolitik ausgesetzt, das Gebiet dieses Reichskommissariats war jedoch flächenmäßig nicht völlig identisch mit der SSR. Reichskommissar war Erich Koch, Amtssitze waren Königsberg und Rowno.

### Vierter und fünfter Fünfjahresplan (1945–1955): Wiederaufbau, Gründung der UNO und Eingliederung von Bukowina und Krim
Die Ukrainische SSR wurde am 24. Oktober 1945 (ebenso wie die Weißrussische SSR) neben der Sowjetunion als eigenes Gründungsmitglied der UNO aufgenommen und hatte eine eigene Stimme in der Vollversammlung, sowie von 1948 bis 1949 und von 1984 bis 1985 auch im Sicherheitsrat (wenngleich diese immer im Block mit der UdSSR abgegeben wurde). Damit waren die ukrainische und belarussische SSR aus völkerrechtlicher Sicht eigene, souveräne Staaten neben der UdSSR, obwohl sie gleichzeitig unionsrechtlich mit dieser verbunden waren.
1940/1947 wurde die Nordbukowina (als Oblast Tscherniwzi) und 1945 die Karpatoukraine (als Oblast Transkarpatien) an die Ukrainische SSR angeschlossen. Zu dieser Zeit fand die Zwangsumsiedlung ethnischer Ukrainer aus der Region der Volksrepublik Polen statt, die als Aktion Weichsel bekannt wurde.
Am 23. Mai 1948 unterzeichnete die moskautreue rumänische Außenministerin Ana Pauker ein geheimes Protokoll zur Abtretung der Schlangeninsel an die Ukrainische Sowjetrepublik. Die Autonome Sozialistische Sowjetrepublik der Krim war zunächst ein Teil der Russischen SFSR. Sie wurde per Dekret des Präsidiums des Obersten Sowjet der UdSSR vom 19. Februar 1954 der Ukrainischen SSR zugeschlagen.

### Sechster Fünfjahresplan (1956–1958) und der Beginn der „Entstalinisierung“
Nach dem Tod Stalins im Jahr 1953 übernahm Chruschtschow die Führung der Sowjetunion. Es beginnt die Tauwetter-Periode. Der sechste Fünf-Jahres-Plan wurde wegen unrealistischer Erwartungen abgebrochen. Dieser Zeitabschnitt ist durch den Beginn der Entstalinisierungspolitik gekennzeichnet.

### Die „60er“ und die Dissidenten der 1970er Jahre
In den 1960er-Jahren entstand eine Bewegung von Intellektuellen, die sogenannten Sechziger (ukr. „шестидесятники“, „Shestydesyatnyky“), die sich in den 1960er-Jahren für Reformen und politische Veränderungen einsetzten. Sie strebten eine Liberalisierung der sowjetischen Gesellschaft an und setzten sich insbesondere für Meinungsfreiheit, Menschenrechte und soziale Gerechtigkeit ein. Auf diese Bewegung folgte das weitere Wachstum der Dissidentenbewegung in den 1970er-Jahren. Viele von ihnen wurden aus politischen Motiven inhaftiert.

### „Perestroika“ und Tschernobyl-Katastrophe
1986 begann unter Michail Gorbatschow die Periode der „Perestroika“ (Umbau). Ein weiteres wichtiges Ereignis, das das Leben der Menschen in der Ukrainischen SSR im selben Jahr geprägt hat, war die Tschernobyl-Katastrophe – im Betrieb geht das Atomkraftwerk durch.

### Unabhängigkeitsbestrebungen
Am 10. September 1989 wurde in Kiew die ukrainische Volksbewegung Narodnyj Ruch Ukrajiny gegründet. Die Delegierten forderten die nationale und wirtschaftliche Souveränität der Ukraine innerhalb einer sowjetischen Konföderation sowie einen verbesserten Status der ukrainischen Sprache und mehr Rechte für die christlichen Kirchen neben der russisch-orthodoxen Kirche. Bei den Wahlen zum Obersten Sowjet am 4. März 1990 in der Ukrainischen SSR erreichte die Kommunistische Partei der Ukraine etwas mehr als 70 % der Parlamentsmandate. Wolodymyr Iwaschko wurde zunächst zum Parlamentsvorsitzenden gewählt, musste dieses Amt jedoch niederlegen, als er im Juli 1990 auf dem XXVIII. Parteitag der Kommunistischen Partei der Sowjetunion in das neugeschaffene Amt des Stellvertretenden Generalsekretärs der Partei gewählt wurde. Sein Nachfolger wurde Stanislaw Hurenko, der sich als KP-Vorsitzender zum einen für die „nationale Souveränität“ der Ukraine sowie für eine „geistige Wiedergeburt“ des Landes aussprach, andererseits wollte er einen Austritt des Landes aus der Sowjetunion verhindern. Der Oberste Sowjet in Kiew gab am 16. Juli 1990 mit 355 gegen 4 Stimmen eine Souveränitätserklärung ab, mit der die Gesetze der ukrainischen Sowjetrepublik über die der Sowjetunion gestellt wurden.
Am 1. Januar 1991 hatte die Ukrainische Sozialistische Sowjetrepublik 51,9 Millionen Einwohner.

### Staatliche Unabhängigkeit und Mitglied in der Gemeinschaft Unabhängiger Staaten
In Folge des Augustputsches 1991 in Moskau beschloss der Oberste Sowjet in Kiew am 24. August 1991 mit 346 von 450 Stimmen den Austritt aus der Sowjetunion und die Schaffung eines unabhängigen Staats. Mit einem Referendum über die Unabhängigkeit der Ukraine vom 1. Dezember 1991 hat sich die Ukraine von der Sowjetunion losgelöst. Am 8. Dezember unterzeichneten die Präsidenten von Russland, der Ukraine und Belarus (Boris Jelzin, Leonid Krawtschuk und Stanislau Schuschkewitsch) die Belowescher Vereinbarungen. Darin konstatierten sie, dass „die UdSSR als völkerrechtliches Subjekt sowie als geopolitische Realität […] ihre Existenz beendet“ hat. Zugleich setzten die drei Präsidenten den Vertrag zur Schaffung der UdSSR von 1922 außer Kraft und gründeten die Gemeinschaft Unabhängiger Staaten (GUS). Am 19. Mai 2018, vier Jahre nach der russischen Annexion der Krim und damit dem Beginn des Russisch-Ukrainischen Krieges, trat die Ukraine aus der GUS aus.

## Bevölkerung
1984 lebten 50,8 Millionen Einwohner in der Ukrainischen SSR, davon rund 74 % Ukrainer, 21 % Russen und 5 % andere Ethnien. In der gesamten Sowjetunion betrug der Anteil der Ukrainer 1979 rund 16,1 %.

## Politische Führung

### Staatsoberhäupter
Die Vorsitzenden des Obersten Sowjets der Ukrainischen SSR:
| - Hryhorij Petrowskyj, 1919–1938 - Leonid Kornijez, 1938–1939 - Mychajlo Hretschucha, 1939–1954 - Demjan Korottschenko, 1954–1969 | - Oleksandr Ljaschko, 1969–1972 - Iwan Hruschezkyj, 1972–1976 - Oleksij Watschenko, 1976–1984 - Walentyna Schewtschenko, 1984–1990 | - Wolodymyr Iwaschko, 1990 - Leonid Krawtschuk, 1990–1991 |

### Regierungschefs
Die Vorsitzenden des Ministerrates der Ukrainischen SSR:
| - Jewgenija Bosch, 1917–1918 - Mykola Skrypnyk, 1918 - Heorhij Pjatakow, 1918–1919 - Christian Rakowski, 1919–1923 - Wlas Tschubar, 1923–1934 | - Panas Ljubtschenko, 1934–1937 - Mychajlo Bondarenko, 1937 - Mykola Martschak, kommissarisch 1937–1938 - Demjan Korottschenko, 1938–1939 - Leonid Kornijez, 1939–1944 | - Nikita Chruschtschow, 1944–1947 - Demjan Korottschenko, 1947–1954 - Nykyfor Kaltschenko, 1954–1961 - Wolodymyr Schtscherbyzkyj, 1961–1963 - Iwan Kasanez, 1963–1965 | - Wolodymyr Schtscherbyzkyj, 1965–1972 - Oleksandr Ljaschko, 1972–1987 - Witalij Massol, 1987–1990 - Witold Fokin, 1990–1991 |

### Parteichefs
Die Sekretäre (bis 1925), Generalsekretäre (1925–1934) und Ersten Sekretäre (seit 1934) des Zentralkomitees der Kommunistischen Partei der Ukrainischen SSR:
| - Georgi Pjatakow, 1918 - Serafyma Hopner, 1918 - Emmanuel Quiring, 1918–1919 - Stanislaw Kossior, 1919–1920 - Rafail Farbman, 1920 | - Wjatscheslaw Molotow, 1920–1921 - Dmitri Manuilski, 1921–1923 - Emmanuel Quiring, 1923–1925 - Lazar Kaganowitsch, 1925–1928 - Stanislaw Kossior, 1928–1938 | - Nikita Chruschtschow, 1938–1947 - Lazar Kaganowitsch, 1947 - Nikita Chruschtschow, 1947–1949 - Leonid Melnikow, 1949–1953 - Alexei Kiritschenko, 1953–1957 | - Nikolai Podgorny, 1957–1963 - Petro Schelest, 1963–1972 - Wolodymyr Schtscherbyzkyj, 1972–1989 - Wolodymyr Iwaschko, 1989–1990 - Stanislaw Hurenko, 1990–1991 |

## Flaggen

Flagge 1919–1929
Flagge 1929–1937
Flagge 1937–1949
Flagge 1949–1991

## Belege
1. ↑  Artikel 73 Absatz 2 und 3 der Verfassung der Ukrainischen Sozialistischen Sowjetrepublik von 1978.
2. ↑  siehe auch bpb.de (2015): Geschichte der Ukraine im Überblick
3. ↑  Gesellschaft für bedrohte Völker (Hrsg.): Pogrom. Zeitschrift für bedrohte. Nr. 111, Dezember 1984, ISSN 0720-5058, S. 17–24.
4. ↑  Oleksander Shulhyn: Bez terytorii [Without a Territory]. Paris 1934, S. 363–368 (gov.ua – ukrainisch: Без території.).
5. ↑  International Committee for Crimea: The Transfer of the Crimea to the Ukraine, Juli 2005 (englisch).
6. ↑  Der Spiegel, Ausgabe 29/1990.
7. ↑  Und nun erwacht die Ukraine, Die Zeit Ausgabe 36/1990.